# Aalburg
Aalburg (phát âmⓘ) là một đô thị ở nam Hà Lan. Đô thị này được thành lập năm 1973 thông qua việc sáp nhập các đô thị trước đó là Eethen, Veen, và Wijk en Aalburg.

## Các trung tâm dân số
Babyloniënbroek, Drongelen, Eethen, Genderen, Meeuwen, Veen, Wijk en Aalburg (nơi đóng tòa thị chính).